# Nassarius subconstrictus
Nassarius subconstrictus is een slakkensoort uit de familie van de Nassariidae. De wetenschappelijke naam van de soort is voor het eerst geldig gepubliceerd in 1899 door Sowerby.